# جواکیم بالمی
جواکیم بالمی (انگلیسی: Joakim Balmy؛ زادهٔ ۱۷ سپتامبر ۱۹۹۷) بازیکن فوتبال اهل فرانسه است.